# 항공교통관제사

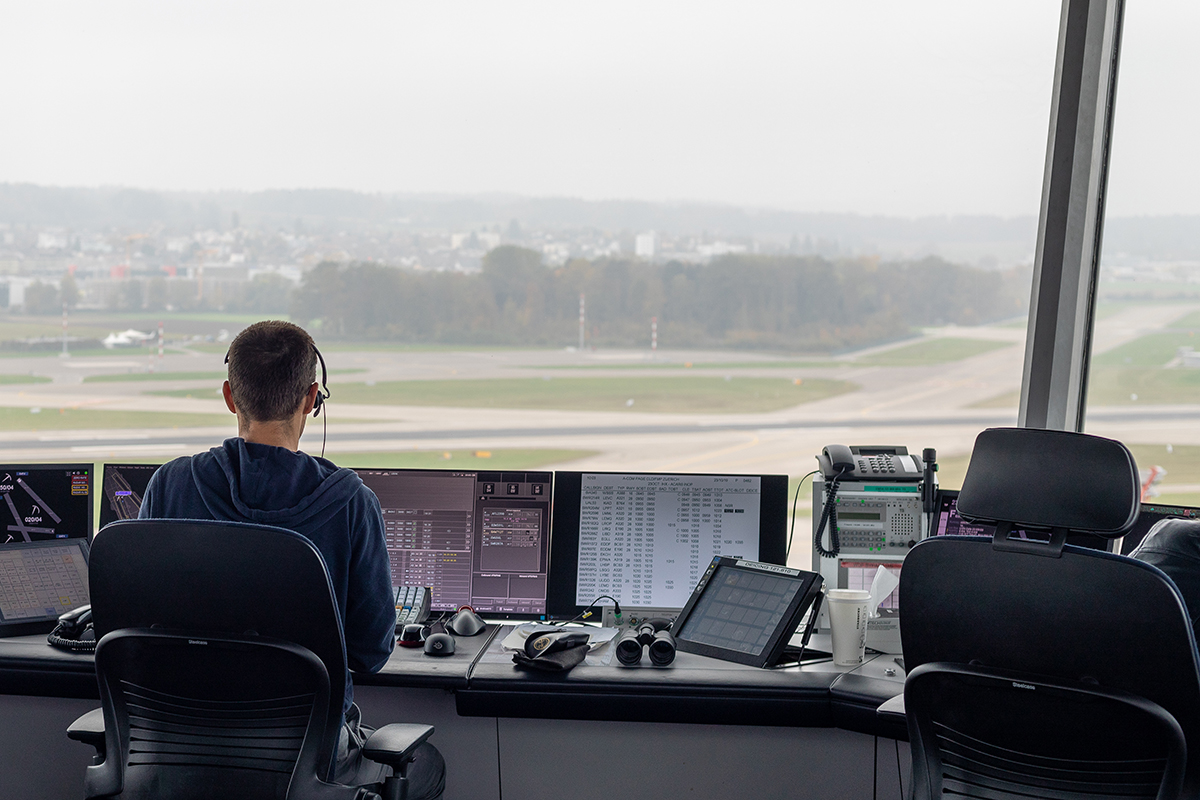
스위스 취리히 공항의 관제탑에서 항공교통관제사가 관제를 하고 있는 모습

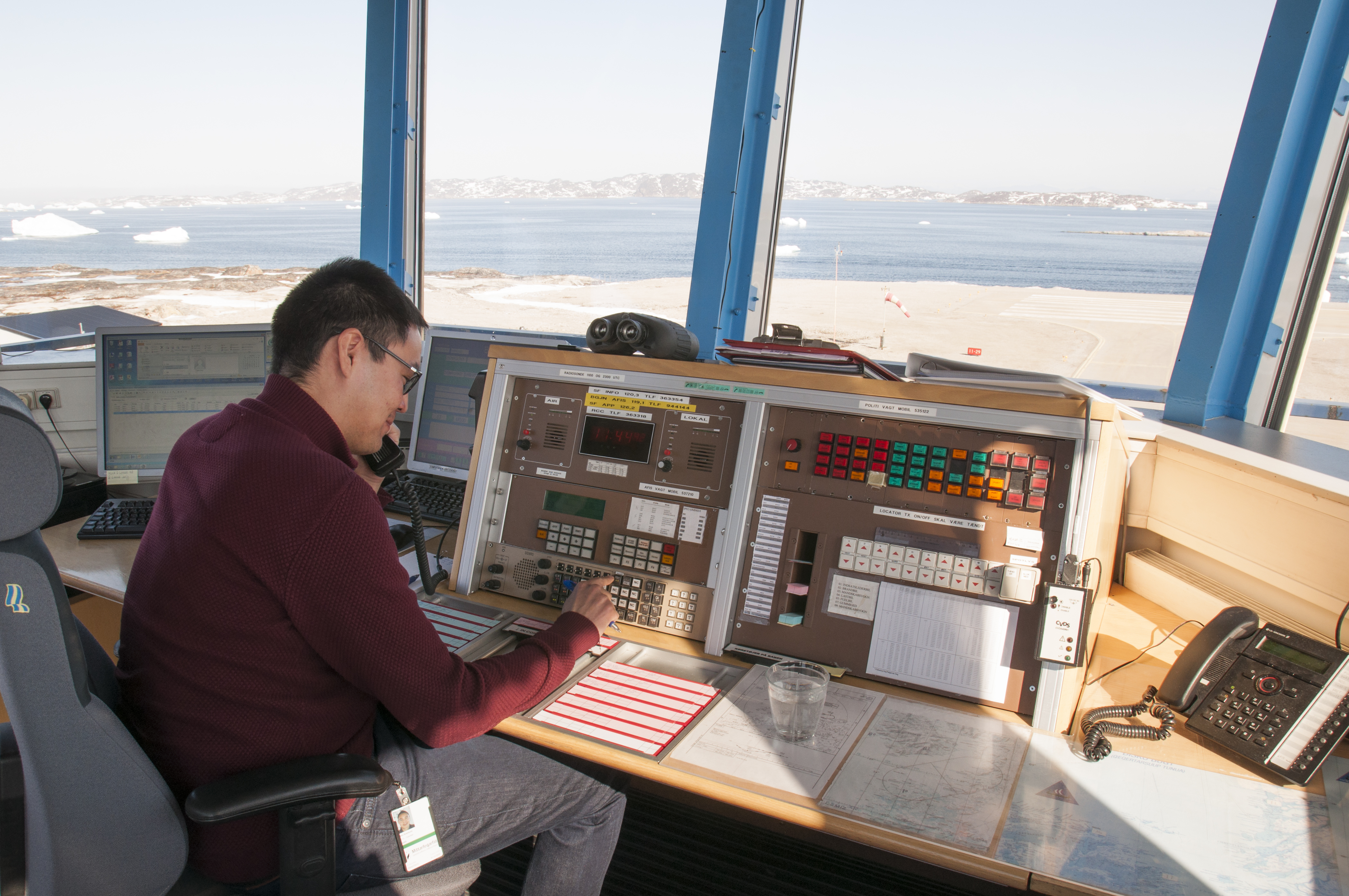
그린란드 아시아트 아시아트 공항의 관제탑에서 항공교통관제사가 관제를 하고 있는 모습

항공교통관제사(航空管制士, air traffic controller)는 항공교통관제시스템(ATCS)에서 항공기의 안전하고 원활한 운항을 위해 항공 교통을 관리, 통제하고 필요한 정보를 항공기에 제공하는 일을 하는 사람이다.
세계적으로는 민간 기업 또는 공공 기관에 소속된 경우가 있지만, 민간 기업도 공적인 성격은 강하다. 항공기에 관제 지시 등을 하여 항공기의 이상 접근, 충돌을 방지하고, 항공기의 안전한 운항을 지원하는 것이 주요 업무이다.
항공교통관제사는 할당된 관제공역 범위내의 항공교통을 지휘하고 공항에서 이동하는 항공기와 서비스차량을 통제한다.
비행기가 날아다니는 하늘에도 고도와 방향에 따라 보이지 않는 길이 있다. 그 하늘 길에서 신호등과 교통경찰의 역할을 하는 사람들이 바로 항공교통관제사들이다. 이들은 하늘이 아닌 주로 지상에서 레이다 등을 보며 항공기의 모든 운항 과정을 안내하고 통제한다. 즉 항공기가 승객을 탑승시켜 출발지 공항에서 목적지 공항까지 운항하는 전 비행 구간 동안 항공기 충돌 방지, 항공기 장애물간의 충돌 방지, 항공교통 관련 업무를 한다.
일반적으로 항공교통관제사는 공항에서 제일 높은 관제탑에서 근무한다. 항공기의 흐름을 가장 잘 볼 수 있는 곳이 관제탑이기 때문이다. 인천공항의 관제탑의 높이는 100.4m이다. 이곳에서 30여명의 항공교통관제사들이 24시간 2교대로 근무하고 있다.  관제탑에 근무하는 항공교통관제사는 그 공항 내의 항공기 이동과 이·착륙만 담당한다. 관제탑의 통제를 벗어난 항공기는 공항 주변에 있는 접근관제소가 맡는다.  이곳에 근무하는 항공교통관제사는 항공기가 이륙한 직후부터 항로에 오를 때까지, 그리고 반대로 항로에서 항공기의 착륙 직전까지 통제한다. 또 하늘 길을 운항할 때 항로 안전거리 유지 및 허가 등은 항로관제소가 담당한다.

## 같이 보기
- 관제탑
- 항공 교통
- 항공기
- 공항
- 마샬러